# Igor Ursenco
Igor Ursenco (n. 9 februarie 1971, Nisporeni, Republica Moldova) este un prozator, poet, scenarist, culturolog, filozof al mentalităților, pedagog, jurnalist de opinie și traducător poliglot.
Doctor în filologie Magna cum Laude începând cu anul 2016. Descendent pe linie maternă din dinastia nord-basarabeană a cărturarului Marcu Văluță, director al publicației interbelice Cuget moldovenesc. La finele lunii octombrie 2012 a fost desemnat să organizeze Institutul Cultural Român de la Kiev în calitate de coordonator-adjunct.
Catalizator al semiosofiei înțeleasă ca „mișcare pneumatică a textului”, Igor Ursenco s-a remarcat în special ca personaj renascentist și autor polivalent, fiind totodată promotorul activ al metodei critice integratoare ''teo-e-retikon''  ce are în vizor valorile transculturale ale așa-zisului eres arhetipal. Încă de la cartea sa de debut adoptă valențele proteice de EgoBestiar ca și celebrare a alterității heterotopice.
Printre alte teme predilecte în creația sa se regăsesc arhetipalul, reversibilitatea și intangibilitatea fenomenelor spirituale, toate supuse „terrarismului” semantic.

## Interese culturale și direcții de activitate
Igor Ursenco a avansat și teoretizat mai mulți termeni circumscriși fenomenului hapax legomenon, printre care „egregor cultural”, „terrarism” (semantic), „lirică pneumatică”, „apoptosium” și „crepitudine”, inițiind atelierul artistic „EgoBesTiaR – Narative de pe Mapamond”. Prin proiectul electronic Intelnet susținut de Universitatea Emory din Atlanta (Georgia), filosoful și lingvistul american de origine rusă Mihail Epstein urmează o întreprindere similară, dar într-un registru exclusiv lingvistic. Examinată într-un cadru lărgit, direcția culturală urmată de Igor Ursenco este mai aproape de experiența a ceea ce se numește metamodernism. 

## Curiozități culturale
- Igor Ursenco își va redacta manuscrisele stocate abia după periplul vest-european intens de la finele sec. XX-începutul sec. XXI, publicînd într-o perioadă record (2009-2011) mai multe cărți în genuri diferite, toate la edituri din România, cu excepția volumului „apoptosium”, publicat în anul 2010 de către editura newyorkeză „Franc Tireur USA Publishing House”, condusă de faimosul literat & disident sovietic Serge Iourienen⁠(ru)[traduceți].
- Personaj literar episodic în Fericiri pămîntene, romanul autobiografic al scriitoarei maramureșene Marina Angela Glodici (editura Eurotip, Baia Mare, 2008, pp.48-50)
- Figurant în două secvențe din pelicula artistică One of the Hollywood Ten⁠(en)[traduceți] (2000), cu participarea starurilor americane Jeff Goldblum și Greta Scacchi.
- Realizatorul primului site românesc ce popularizează tranzacțiile valutare în marjă (www.proteu.ro).
- Participant, în calitate  de cantautor cu versuri și melodie proprii, la Prima ediție a Festivalul de muzică folk Galbenă Gutuie (Chișinău, 1990)

## Bio-bibliografie

### Regimuri ideologice și cenzură culturală atemporală
Lumina alienatoare a „lămpii lui Ilici” nu a făcut decît să-i accelereze accesul precoce în lumea culturală, pentru că Igor Ursenco își va consuma  metronomic întreaga sa activitate între austera „lampă a lui Diogene” și exuberanta „lampă a lui Aladin”. Fiind elev în clasele primare, avea să expedieze pe adresa publicației centrale „Scînteia leninistă” (actualmente revista „Noi”, Chișinău) două poezii care au pretextat și motivul debutului său literar absolut: una trata tema păcii mondiale, pe cînd cealaltă aborda primul sentiment erotic. Evident că redactorii sovietici vigilenți i-au publicat doar primul text. 
Tot din cauza cenzurii, de data aceasta post-sovietică, îi va fi refuzată publicarea interviului luat lui Emil Loteanu, ultima înregistrare publică înaintea dispariției fizice a regizorului, actorului și scriitorului basarabean. Consiliul administrativ al ziarului Juventus a considerat interviul luat acestuia ca fiind subversiv, astfel că primul său număr (24 august 1996) – la care Igor Ursenco urma să fie redactor-șef – a fost și ultimul. 
Ulterior, în calitatea sa de doctorand la alma mater, Igor Ursenco va redacta în perioada 1995-1998 o lucrare de dizertație pionierat despre intertextualitate în lirica basarabeană din perioada totalitarismului, rămasă finalmente nesusținută din cauza ostilității manifeste a unor membri de la Catedra de Literatură Contemporană. În anul 2016 teza va fi materializată cu titlul „Panorama liricii basarabene: anii ’60-’80 (Intertext-Arhitext-Genotext)”, urmind sa fie publicată de editura bucureșteană non-comformistă frACTalia.

### ZilierTeo-e-retikon
În timpul studiilor (1990-95) la Facultatea de Litere a Universității de Stat din Moldova, Igor Ursenco a lucrat, part time, ca redactor-stilist la ziarul „Tineretul Moldovei” și laborant în cadrul Laboratorului experimental de elaborare a manualelor pentru școala primară (Institutul de Pedagogie și Psihologie). În anii de revigorare a conștiinței naționale din Republica Moldova, va participa la proiectul ambițios inițiat de către Institutul de Istorie și Teorie Literară (Academia de Științe a Moldovei) privind „reevaluarea literaturii basarabene din perioada comunismului sovietic”. Alături de concluziile teoreticienilor literari Mihai Cimpoi, Anatol Gavrilov, Andrei Țurcanu și Sergiu Pavlicenco, observațiile personale ale tînărului cercetător au culminat în teza de licență avînd ca subiect discursul literar în perioadatotalitarismului sovietic (1995). După absolvire a fost angajat, în paralel, în calitate de redactor-consultant la revista „Intellectus” (Agenția de Stat pentru Protecția Proprietății Industriale și Intelectuale din Republica Moldova)și lector universitar (Universitatea de Studii Umanistice).

### Pe meridianele intangibile ale lumii
Aflat cîțiva ani mai tîrziu în Europa, Igor Ursenco va fi abordat direct pe o stradă din Madrid de către un agent de producție film. Drept urmare, regizorul scoțian Karl Francis i-a propus să figureze în două episoade generale din pelicula sa artistică One of the Hollywood Ten (2000).
Marcat de realitățile vest-europene, Igor Ursenco va trece printr-un proces de reevaluare estetică și ideologică, materializate în viitoarele sale cărți și articole de atitudine civică. Bio-bibliografia autorului va fi marcată suplimentar de către tensiunile tradiționale dintre „Logos” și „Imago”, cînd − pe lîngă diplomele de învățător (Călărași, Republica Moldova) și filolog (Chișinău)  − Igor Ursenco va obține calificări de consultant financiar piețe de capital (Chișinău, Republica Moldova), trader plasamente în marjă & hedging valutar (Odesa, Ucraina), agent valori mobiliare spot (București, România) și la termen (Sibiu, România).

### PerformerEgoBestiar
EgoBestiar este un principiu artistic adoptat de către Igor Ursenco, preponderent în creația sa lirică și epică, pentru a induce starea abisală apropiată noțiunii platonice de „epekeina tes ousias” („dincolo de ființă”). Pus sub semnul „terrarismului pneumatic”, EgoBestiarul face apel și la conceptele structuratoare originare în enantiodromia greacă, în particular cea jungiană.
Imaginarul eventiv încearcă, prin urmare, să dea seamă de propria emergență holografică, configurîndu-și „realitatea senzorială” pe trei nivele profitabile:
- A realibus ad realiora  (De la realitatea empirică la realitățile superioare)
- Ad realia per realiora  (De la realitatea indiferentă la realul asumat)
- Realia sicut realora (Ce e jos fie ca ce e sus, iar realul să devină realitate)

Pentru ca formula propusă să rămână general-valabilă, Igor Ursenco operează cu cel puțin trei elemente implicite din punct de vedere teleologic:Corp oficial ↔ Nostalgie originară ↔ Biografii alternative. Cartea sa „Lωgωs”, tatăl meu : mama mea „Iμagω” oferă în acest sens două autoficțiuni concludente: „Introducere la „principiul compensării” și „Eikos” (O lecturare a lui Ion Creangă, neprevăzută de Curricula școlară). 
Prin refuzul sistematic al materializării și devenirii încremenite a unui ego corporalizat, și celelalte volume lirice semnate de Igor Ursenco propun o galerie memorabilă de alte pseudo-biografii imposibile: Curriculum Vitae Virtual („High-end”), Curriculum Vitae Originar („Tricolor”), Curriculum Vitae Karmic („Blueprint: natură statică”), „Curriculum Vitae Prosodic („Pharmakon”), Curriculum Vitae Isihastic („După „înviere”), Curriculum Vitae Teleologic („Caii mei cei netroieni”), Curriculum Vitae Anti-Oedip („Diptic semiologic”), Curriculum Vitae Ne-Oficial („Geo-deontologie”). Acestor scenarii holiste care au șansa dăinuirii dincolo de „biografia” efemeră li se pot alătura un „Curriculum vitae” improbabil („Quintia esentia”: Materialism intangibil”) sau un „Non-Curriculum Vitae” impermeabil.
Ficțiunile epice, cinematografice și dramatice publicate de Igor Ursenco urmează un traseu similar, astfel că exacerbarea modernistă și febrilitatea deconstructivă post-modernă sunt replasate de  intangibilitatea și reversibilitatea ego-bestiarului proteic, singurele calități care pot asigura „securitate semantică” memoriei poetice afective.

## Cărți publicate

### Proză
- Kaïros Moldav (thriller menipeic), Editura Blumenthal, București, 2012
- S.T.E.P. (proză scurtă), Editura Herg Benet Publishers, București, 2011
- Alertă de grad zero în proza scurtă românească actuală (antologie internațională), Editura Herg Benet Publishers, București, 2011

### Versuri
- exFaustiv, București, octombrie 2020, II ediție, abrogată și revizuită (titlu modificat) a volumului Apoptosium, Franc Tireur Publishing House, USA, 2010
- poɘtic incorəct (Stratageme pentru o Nouă Ordine Poetică Mondială), Editura Rafet, Rîmnicu Sărat, 2015
- Monstrul Spaghetelor Zburătoare (poeme thriller), Editura Tracus Arte, București, 2012
- Apoptosium, Franc Tireur Publishing House, USA, 2010
- Clauza poeziei celei mai favorizate în lirica  maramureșeană și basarabeană contemporană (antologie internațională), Editura Limes, Cluj Napoca, 2009
- „Lωgωs”, tatăl meu : mama mea „Iμagω”, Editura Agepi, Chișinău (1997) / Editura Limes, Cluj Napoca (2009)

### Eseuri semiosofice
- EgoBesTiaR, Editura Herg Benet Publishers, București, 2011
- Teo-e-retikon, Editura Eikon, Cluj Napoca, 2009

### Scenarii film artistic și piese de teatru
- Retina akåșică, Editura Mega, Cluj Napoca, 2009

## Traduceri literare
- compilații parenetice marca Nicolae Milescu Spătaru (din slavonă în română)
- din manifestele teoriei cinematografice ale  lui Yury Tynyanov (din rusă în română)
- din pastilele editoriale semnate de Umberto Eco (din italiană în română)
- din proza scurtă a lui Juan Manuel de Prada (din spaniolă în română)
- din poezia scriitorului spaniol Rafael Soler (din spaniolă în rusă)
- din creația scriitorilor de expresie română Mihai Pascaru și Attila Balázs (din română în rusă)
- din creația scriitorilor Károly Fellinger și Manolis Aligizakis (din engleză în rusă)
- autobiografia sopranei Virginia Zeani (din engleză în română)

## Afilieri
- Centrul P.E.N. România
- Uniunea Scriitorilor din România
- Uniunea Scriitorilor din Republica Moldova
- Liceo Poetico de Benidorm (Alicante, Spania)
- Opera scrisa.ro, Societate de Gestiune a Drepturilor de Autor

### Texte publicate în alte limbi (engleză, spaniolă, rusă, maghiară, germană)
- Red Room[nefuncțională]
 Writers Community
- The Caterpillar Chronicles[nefuncțională]
 online Literary Journal
- The Fwriction Review online Literary Journal
- Ego Phobia online Literary Journal
- International Hungarian PEN Club Multilingual Anthology (Pécs Writers Camp - 2012)
- Arte Poetica, Album Nocturno

### Interviuri
- Dialog acordat scriitoarei Andra Rotaru (în exclusivitate) pentru AgentiadeCarte.ro
- Dialog acordat scriitorului Iulian Sîrbu
- Intervievare colectivă, membrii ezinului de cultură și literatură „EgoPhobia”
- Invitat la emisiunea „Oameni de ispravă” (20 septembrie 2011). Aici părțile 1 și 2.
- „Convorbiri cu elite”, un volum de interviuri realizate de către jurnalista Anca Goja (2011)
- Ancheta editorului, plasată la finele volumului liric „Lωgωs”, tatăl meu : mama mea „Iμagω”

### Profiluri artistice
- Număr dedicat pe ezinul de cultură EgoPhobia
- Red Room Arhivat în 19 decembrie 2013, la Wayback Machine. Writers Community (engl.)
- Goodreads Writers Community
- Pagina Societății de Gestionare a Drepturilor de Autor OperaScrisa.Ro
- International Hungarian PEN Club Multilingual Anthology (Pécs Writers Camp - 2012)
- Antologia Festivalului Internațional de Poezie, Poesys 16 „Vremea Poeziei”, Curtea de Argeș (2012)
- Recital la „Miercurea de Poezie”, Teatrul Municipal din Baia Mare Arhivat în 8 decembrie 2013, la Wayback Machine. (Sala Studio), 25 aprilie 2012
- Antologia prozei scurte transilvane actuale” (2010)
- Antologia poeziei maramureșene de la origini pînă în 2009
- Ezinul de cultură Europe’s Times and Unknown Waters Arhivat în 19 decembrie 2013, la Wayback Machine.; Europe’s Times and Unknown Waters Arhivat în 19 decembrie 2013, la Wayback Machine.